# Joshua Dubau
Joshua Dubau (Reims, 4 juni 1996) is een Frans veldrijder en mountainbiker.

## Biografie
Joshua Dubau is de zoon van Ludovic Dubau, zelf voormalig wielrenner. Zijn vader eindigde in 2000 als 18e in de Olympische mountainbike wedstrijd. Ook zijn tweelingsbroer Lucas is actief in de wielersport.
In 2018 werd hij als laatstejaars belofte achtereenvolgens: vice-Frans kampioen veldrijden, nationaal- en Europees kampioen mountainbike. Dat jaar won hij eveneens twee manches in de wereldbeker MTB.
In 2019 won hij zijn eerste cross bij de elites. Dit in Boulzicourt. In zowel 2020 als 2021 werd hij vice-Frans kampioen cyclocross. Telkens achter Clément Venturini. In het seizoen 2021/2022 won hij 9 wedstrijden. Hij was de beste in vijf manches en de eindstand van de Coupe de France. Begin 2022 kroonde hij zich eveneens voor het eerst tot Frans kampioen. In Liévin versloeg hij Yan Gras en Fabien Doubey. Tijdens de Europese kampioenschappen veldrijden 2023 snelde hij samen met ploeggenoten: Aubin Sparfel, Célia Gery, Electa Gallezot, Hélène Clauzel & Rémi Lelandais naar de allereerste Europese titel in de Gemengde ploegenestafette.

## Palmares

### Mountainbiken
Overwinningen
| Seizoen | Wereldbeker cross-country | Wereldbeker short-track | OS  | WK  | EK  | FK  | Overige                          | Totaal aantal zeges |
| ------- | ------------------------- | ----------------------- | --- | --- | --- | --- | -------------------------------- | ------------------- |
| 2018    |                           |                         | NVT | NVT | NVT | NVT | Les Menuires                     | 1                   |
| 2019    |                           |                         | NVT | DNS | 36e | 6e  |                                  | 0                   |
| 2020    |                           |                         | NVT | DNS | DNS | 6e  |                                  | 0                   |
| 2021    |                           |                         | DNS | 62e | 26e | 6e  | Guéret, Les Menuires             | 2                   |
| 2022    |                           |                         | NVT | 58e | 14e | 8e  | Alanya, Guéret                   | 2                   |
| 2023    |                           |                         | NVT | 19e | DNS | 5e  | Nalles, Heubach, Lons le Saunier | 3                   |
| 2024    |                           |                         |     | -   | -   |     | Mairiporã                        | 1                   |
|         |                           |                         |     |     |     |     |                                  |                     |
| Totaal  | 0                         | 0                       | 0   | 0   | 0   | 0   | 9                                | 9                   |

Resultatentabel
| Seizoen | Aantal zeges      | ↑   | ↑   | ↑   | ↑   | WB XCO | WB XCC | UCI |
| ------- | ----------------- | --- | --- | --- | --- | ------ | ------ | --- |
| 2018    | 1 overwinning(en) | NVT | NVT | NVT | NVT | NVT    | NVT    | 37e |
| 2019    | 0 overwinning(en) | NVT | DNS | 36e | 6e  | 52e    | NVT    | 78e |
| 2020    | 0 overwinning(en) | NVT | DNS | DNS | 6e  | NVT    | NVT    | 98e |
| 2021    | 2 overwinning(en) | DNS | 60e | 26e | 6e  | 31e    | NVT    | 29e |
| 2022    | 2 overwinning(en) | NVT | 58e | 14e | 8e  | 17e    | 22e    | 25e |
| 2023    | 3 overwinning(en) | NVT | 19e | DNS | 5e  | 6e     | ↑      | 5e  |
|         |                   |     |     |     |     |        |        |     |
| Totaal  | 8                 | 0   | 0   | 0   | 0   | 0      | 0      | 0   |

### Veldrijden
Overwinningen
| Seizoen   | Wereldbeker | Coupe de France                                                                     | WK  | EK  | FK     | Overige                           | Aantal zeges |
| --------- | ----------- | ----------------------------------------------------------------------------------- | --- | --- | ------ | --------------------------------- | ------------ |
| 2018-2019 |             |                                                                                     | 34e | 22e | 36e    |                                   | 0            |
| 2019-2020 |             |                                                                                     | DNS | DNS | Zilver | Boulzicourt                       | 1            |
| 2020-2021 |             |                                                                                     | 16e | 9e  | Zilver |                                   | 0            |
| 2021-2022 |             | Pierric I, Quelneuc I, Quelneuc II, Bagnoles-de-l'Orne II, Troyes II eindklassement | 15e | 7e  | Goud   | Jablines, Boulzicourt, Lutterbach | 9            |
| 2022-2023 |             |                                                                                     | 24e | 18e | Brons  | Auxerre, La Grandville, Pétange   | 3            |
| 2023-2024 |             | Flamanville I, Flamanville II                                                       | DNS | 17e | Zilver | Pétange                           | 3            |
| 2024-2025 |             | La Ferté-Bernard I                                                                  |     |     | Zilver |                                   | 1            |
| Totaal    | 0           | 8                                                                                   | 0   | 0   | 1      | 8                                 | 17           |

Resultatentabel
| Seizoen   | Aantal zeges       | ↑   | ↑   | ↑      | WB  | CdF   | UCI |
| --------- | ------------------ | --- | --- | ------ | --- | ----- | --- |
| 2018–2019 | 0 overwinning(en)  | 34e | 22e | 36e    | 35e | 6e    | 76e |
| 2019–2020 | 1 overwinning(en)  | DNS | DNS | Zilver | 42e | 4e    | 57e |
| 2020–2021 | 0 overwinning(en)  | 16e | 9e  | Zilver | 22e | NVT   | 33e |
| 2021–2022 | 9 overwinning(en)  | 15e | 7e  | Goud   | 24e | ↑     | 19e |
| 2022–2023 | 3 overwinning(en)  | 24e | 18e | Brons  | 34e | Brons | 35e |
| 2023–2024 | 3 overwinning(en)  | DNS | 17e | Zilver | 32e | 8e    | 52e |
| Totaal    | 16 overwinning(en) | 0   | 0   | 1      | 0   | 1     | 0   |

### Jeugd
Europees kampioenschap, Cross-country: 2018 (beloften)
 Frans kampioenschap, Cross-country: 2018 (beloften)
Coupe de France: 2017 & 2015 (beloften)